# NGC 76
NGC 76 ist eine elliptische Galaxie vom Hubble-Typ E-S0 im Sternbild Andromeda am nördlichen Sternenhimmel. Sie ist etwa 335 Millionen Lichtjahre von der Milchstraße entfernt und hat einen Durchmesser von ca. 95.000 Lichtjahren. Bei der etwa 25 Millionen Lichtjahre weiter entfernt gelegenen Zwerggalaxie PGC 1266 könnte es sich um einen Begleiter handeln.
Sie wurde am 22. September 1884 von dem französischen Astronomen Guillaume Bigourdan entdeckt.